# La vieja guardia
La vieja guardia (título original en inglés: The Old Guard) es una película de superhéroes estadounidense de 2020 dirigida por Gina Prince-Bythewood con el guion de Greg Rucka, basada en su cómic del mismo nombre cuyos autores son Rucka y el ilustrador Leandro Fernández. La película está protagonizada por Charlize Theron, KiKi Layne, Matthias Schoenaerts, Marwan Kenzari, Luca Marinelli y Chiwetel Ejiofor. La trama sigue a un equipo de mercenarios inmortales que van en una misión de venganza.
Fue estrenada mundialmente el 10 de julio de 2020 en la plataforma de streaming Netflix. En general, recibió críticas positivas de los críticos, con elogios por las secuencias de acción.

## Argumento
Andrómaca de Escitia ("Andy"), Booker, Joe y Nicky son guerreros centenarios con habilidades curativas regenerativas que utilizan su vasta experiencia para ayudar a las personas. El exagente de la CIA, Copley, los contrata aparentemente para rescatar a un grupo de jóvenes secuestrados en Sudán del Sur. Sin embargo, durante la misión son emboscados por un escuadrón de soldados. Después de curar sus heridas y matar a sus atacantes, encuentran equipo de grabación y se dan cuenta de que Copley les preparó una trampa para exponer su aparente inmortalidad. 
Mientras tanto, en Afganistán, a la infante de Marine estadounidense Nile Freeman le cortan la garganta mientras derriba un objetivo militar, solo para recuperarse sin un rasguño. Poco después, comparte un sueño inquietante con los otros inmortales, que son entonces alertados de su existencia. A pesar de que el equipo está cansado del mundo, Andy rastrea y rescata a Freeman antes de que el personal militar pueda arrestarla para realizarle pruebas.
Copley muestra el video de la emboscada al joven ejecutivo farmacéutico Steven Merrick, quien envía operativos para capturar al equipo y conocer los secretos de sus habilidades. Andy lleva a Nile a Francia, donde Nile se encuentra con el resto de su equipo. Le cuentan sobre Quynh, la primera de los camaradas de Andy, que hace siglos fue capturada por los sacerdotes y arrojada al mar en un ataúd de hierro, y que desde entonces se ha estado ahogando continuamente durante más de 500 años. El grupo también revela que no son verdaderamente inmortales: su capacidad de curación se detiene aleatoriamente sin previo aviso.
El grupo es emboscado por las fuerzas de Merrick; Joe y Nicky son capturados mientras Booker gravemente herido es dejado atrás como cebo para Andy. En cambio, Andy mata a sus asaltantes, pero poco después descubre que ha perdido su inmortalidad, ya que las heridas que sufrió en la pelea no se han curado. Booker localiza a Copley, pero Nile se niega a unirse a ellos para ir tras él, incapaz de aceptar su destino de sobrevivir a sus amigos y familiares.
Andy y Booker se enfrentan a Copley, solo para que Booker le dispare a medida que se acercan más agentes de Merrick. Booker defiende su traición, argumentando que Merrick podría encontrar una manera de terminar con su inmortalidad. Se da cuenta con horror de que Andy no se está curando mientras los capturan. Copley cambia de opinión cuando ve que Merrick está dispuesto a torturar a los inmortales indefinidamente para estudiarlos. Nile, al darse cuenta de que Booker vendió el grupo, llega demasiado tarde para intervenir, pero convence a Copley para que la ayude en una misión de rescate.
Copley y Nile asaltan la oficina de Merrick en Londres. Nile le aconseja a Copley que regrese porque es demasiado peligroso para él. Después de que el resto de los inmortales son liberados, luchan por salir a través del resto de la seguridad de Merrick, finalmente matando al propio Merrick.
Como castigo por su traición, Andy le prohíbe a Booker contactar al resto de ellos durante 100 años. El resto del grupo se reúne con Copley, quien revela cómo los había rastreado, y cómo sus misiones pasadas tuvieron un efecto mayor de lo que nunca supieron, con los descendientes de las personas que rescataron yendo a ayudar al mundo. Con una fe renovada en su misión, el grupo le encomienda a Copley que mantenga su existencia en secreto.
Seis meses más tarde en París, un Booker borracho se sorprende al encontrarse con Quynh en su departamento.

## Reparto
- Charlize Theron como Andy / Andrómaca de Escitia.
- KiKi Layne como Nile Freeman.
- Matthias Schoenaerts como Booker / Sebastian Le Livre.
- Marwan Kenzari como Joe / Yusuf Al-Kaysani.
- Luca Marinelli como Nicky / Nicolo di Genova.[7]
- Chiwetel Ejiofor como James Copley.
- Harry Melling como Steven Merrick.
- Van Veronica Ngo como Quynh.
- Anamaria Marinca como Dra. Meta Kozak.
- Joey Ansah como Keane.

## Producción
En marzo de 2017, Skydance Media adquirió los derechos para adaptar el cómic The Old Guard, escrito por Greg Rucka e ilustrado por el argentino Leandro Fernández, en una película. En julio de 2018, contrataron a Gina Prince-Bythewood para dirigir, con Rucka adaptando su cómic al guion y a David Ellison, Dana Goldberg y Don Granger como productores de Skydance. Con un presupuesto de aproximadamente $ 70 millones de dólares, Prince-Bythewood se convirtió en la primera mujer negra en dirigir una película de cómic de gran presupuesto. En marzo de 2019, Netflix adquirió los derechos mundiales de la película y acordó financiarla con Skydance. Charlize Theron se unió a la película y también la produjo con Beth Kono, AJ Dix, Marc Evans y David Ellison, Dana Goldberg y Don Granger de Skydance.
Se destaca por tener un equipo integrando en su mayoría por mujeres, ya que además de su directora, Gina Prince-Bythewood, y su productora y protagonista Charlize Theron, los departamentos de edición, supervisión musical, efectos visuales y diseño de vestuario estuvieron bajo la mirada de profesionales mujeres.
KiKi Layne fue confirmada para protagonizar la película después de que Netflix compró los derechos. En mayo de 2019, Marwan Kenzari, Matthias Schoenaerts y Luca Marinelli se unieron al elenco de la película. En junio de 2019, Chiwetel Ejiofor, Harry Melling y Veronica Ngo se incorporaron al reparto de la película.
El rodaje de la película comenzó en Europa a mediados de mayo de 2019. La grabación duró 63 días,  tuvo lugar en Marruecos (que recrean Afganistán y Sudán del Sur), en el Reino Unido (Londres, Watlington, Sandwich y Surrey) y en los estudios Shepperton en Inglaterra.  
Barry Ackroyd, quien recibió una nominación al Oscar por su trabajo en The Hurt Locker en 2010, y Tami Reiker, que ha trabajado principalmente en televisión en los últimos años, actuaron como camarógrafos. 
Volker Bertelmann (Hauschka) y Dustin O'Halloran se unieron para componer la partitura de la película. Lakeshore Records lanzó la banda sonora el 10 de julio de 2020, coincidiendo con el lanzamiento de la película. El álbum de la banda sonora, contiene un total de 24 piezas de música.
El film tiene una duración de 125 minutos.

## Estreno
La vieja guardia fue lanzada el 10 de julio de 2020 en Netflix. Fue el producto de mayor audiencia en el sitio durante su primer fin de semana. De acuerdo a la información brindada por Netflix en las primeras cuatro semanas fue vista por setenta y dos millones de hogares.

## Recepción
En el sitio web del agregador de reseñas Rotten Tomatoes, la película tiene un índice de aprobación del 81 % basado en 149 reseñas, con un promedio ponderado de 6.54 / 10. El consenso de críticos del sitio dice: "La Vieja Guardia está ocasionalmente restringida por las convenciones de género, pero la directora Gina Prince-Bythewood aporta una visión sofisticada al género de superhéroes, y algunas secuencias de acción impactantes dirigidas por Charlize Theron". En Metacritic, la película tiene una puntuación promedio ponderada de 70 sobre 100, basada en 41 críticas, lo que indica "críticas generalmente favorables".
Kate Erbland de IndieWire le otorgó a la película una "B +" y dijo: «Inmersa en la acción mano a mano ... pero con suficiente poder de fuego balístico para desencadenar una pequeña guerra civil, cada secuencia de acción es más que impresionante; ellos Son necesarios para la película en sí. ¿Batallas de superhéroes que llaman la atención y están motivadas narrativamente? Oh, sí.» Owen Gleiberman de Variety calificó la película como una «aspirante a franquicia observable» y escribió: «Los fragmentos de las imagenes son lógicos y formulados (se alarga durante dos horas), pero la directora, Gina Prince-Bythewood (haciendo un gran cambio de carril después de "Love & Baloncesto" y "La vida secreta de las abejas", escenifica las escenas de lucha con madura delicadeza de ejecución, y saca a relucir una cierta cualidad conmovedora en su elenco».